# Рэмси, Бен
Бен Рэмси (англ. Ben Ramsey; 28 декабря 1903, Сан-Огастин, Техас — 27 марта 1985, Остин, Техас) — американский политик, 34-й вице-губернатор Техаса (1951—1961).

## Биография
Бен Рэмси родился 28 декабря 1903 года в Сан-Огастине (штат Техас). Его отец — Уильям Чарльз Рэмси (William Charles Ramsey). После окончания школы в Сан-Огастине Бен Рэмси работал на семейной ферме, а затем в юридической конторе своего отца. После этого он обучался в Университете Техаса в Остин, по окончании которого он получил лицензию на юридическую практику.
В 1930 году Бен Рэмси был избран членом Палаты представителей Техаса, где он работал два двухлетних срока, с 1931 по 1935 год. После этого в политической деятельности Рэмси был шестилетний перерыв, в течение которого он продолжал заниматься юридической практикой в Сан-Огастине. Потом он был избран в Сенат Техаса, и в течение восьми лет (с 1941 по 1949 год) он работал сенатором штата. В 1949 году губернатор Техаса Бофорд Джестер назначил Рэмси секретарём штата Техас (англ. Secretary of State of Texas). В этой должности Рэмси проработал до 1950 года, после чего ушёл в отставку, чтобы участвовать в выборах на должность вице-губернатора Техаса. 
Бен Рэмси был вице-губернатором Техаса в течение более 10 лет — три двухлетних срока при губернаторе Аллане Шиверсе (с 1951 по 1957 год) и два двухлетних срока при губернаторе Прайсе Дэниеле (с 1957 года по 1961 год). Более того, Рэмси был избран на шестой срок (начинавшийся с января 1961 года), но 18 сентября 1961 года он ушёл с должности вице-губернатора Техаса, приняв назначение на должность уполномоченного по железным дорогам Техаса (англ. Texas Railroad Commissioner). До 15 января 1963 года, когда новым вице-губернатором штата стал Престон Смит, исполняющими обязанности вице-губернатора были временные президенты сената штата Брюс Рейган (Bruce A. Reagan), Чарльз Херринг (Charles F. Herring) и Калп Крюгер (Culp Krueger).
В должности уполномоченного по железным дорогам Техаса Рэмси проработал 16 лет, с 1961 по 1977 год. После этого он закончил активную политическую деятельность. 
Бен Рэмси скончался 27 марта 1985 года и был похоронен в Сан-Огастине.  